# Kathryn Bertine
Kathryn Bertine née le 11 mai 1975 à Bronxville (New York), est une coureuse cycliste, écrivaine et réalisatrice de documentaire américaine et christophienne. Professionnelle de 2012 à 2017, elle a été six fois championne de Saint-Christophe-et-Niévès et trois fois championne des Caraïbes. Son activisme pour la parité dans le cyclisme a abouti à la création de La course by Le Tour de France.

## Biographie
Durant son enfance, Kathryn Bertine pratique le patinage sur glace. Lorsqu'elle intègre la Colgate University, elle pratique l'aviron avec l'équipe de l'université. Une fois diplômée, en 1997, elle est admise à l'Université d'Arizona mais reporte son inscription et participe aux tournées de spectacles sur glace Holiday on Ice et Hollywood on Ice,.
Elle intègre l'Université d'Arizona en fin d'année 1998. Faute de pouvoir pratiquer le patinage à Tucson, elle devient membre de l'équipe de triathlon de l'université. Diplômée d'une Maîtrise en arts (MFA) en 2000, elle publie un premier livre, All the Sundays Yet to Come, en 2003 et devient triathlète professionnelle en 2005.
Elle est alors contactée par ESPN, qui lui propose pour les deux années à venir de tenter de se qualifier pour les Jeux olympiques de 2008, dans le sport de son choix, et de partager son expérience par des articles mensuels publiés dans le magazine du groupe et compilés dans un livre à l'issue des deux ans. Après des essais insatisfaisants en handball, nage en eau vive, pentathlon, elle s'essaie au cyclisme, qui était sa meilleure discipline en triathlon. Elle y fait des progrès rapides, mais insuffisants pour être sélectionnée en équipe nationale et participer aux Jeux. Elle décide alors de trouver un pays qui n'aurait pas d'équipe nationale et d'en demander la nationalité. Un arrangement est trouvé avec Saint-Christophe-et-Niévès. Elle engage un entraîneur et dispute des compétitions du calendrier UCI afin d'y obtenir des points pour se qualifier aux Jeux. Le nombre de points obtenus s'avère toutefois insuffisant. Le livre As Good as Gold, narrant son expérience, est publié en 2010. Après six titres de championne de Saint-Christophe-et-Niévès, elle obtient un contrat professionnel avec l'équipe américaine Colavita en 2012.
Elle découvre les inégalités entre cyclismes masculin et féminin. Devant le manque d'intérêt des éditeurs auxquels elle propose d'écrire sur ce sujet, elle décide de réaliser un documentaire. Avec les cyclistes Emma Pooley et Marianne Vos et la triathlète Chrissie Wellington, elle entreprend un lobbying auprès de l'Union cycliste internationale et d'Amaury Sport Organisation afin d'assurer une parité entre hommes et femmes dans le cyclisme. Une pétition demandant l'organisation d'un Tour de France féminin est lancée. La mobilisation aboutit à la création en 2014 de La course by Le Tour de France, course d'un jour disputée sur les Champs-Élysées, quelques heures avant l'arrivée du Tour de France. La même année, le documentaire Half the Road: The Passion, Pitfalls & Power of Women’s Professional Cycling est projeté dans plusieurs festivals, et un troisième livre, The Road Less Taken: Lessons from a Life Spent Cycling, est publié. N'ayant pas été conservée par l'équipe Colavita, Kathryn Bertine n'est cependant pas en situation de pouvoir disputer La course by Le Tour de France. Elle est cependant contactée par Rochelle Gilmore, qui dirige l'équipe Wiggle-Honda et la fait participer à la course au sein de cette dernière.
En 2015, elle court pour BMW-Happy Tooth, qui est dissoute en fin d'année, puis est engagée en 2016 par l'équipe Cylance. Elle met fin à sa carrière cycliste en 2017.

## Palmarès
- 2009
  -  Championne de Saint-Christophe-et-Niévès du contre-la-montre
  -  Championne de Saint-Christophe-et-Niévès sur route
- 2010
  -  Championne de Saint-Christophe-et-Niévès du contre-la-montre
  -  Championne de Saint-Christophe-et-Niévès sur route
  - 10e du championnat panaméricain contre-la-montre
- 2011
  -  Championne de Saint-Christophe-et-Niévès du contre-la-montre
  -  Championne de Saint-Christophe-et-Niévès sur route
- 2012
  - 2e de la Tucson Bicycle Classic
- 2013
  -  Championne des Caraïbes du contre-la-montre